# Pholcus hyrcanus
Pholcus hyrcanus là một loài nhện trong họ Pholcidae. Loài này được phát hiện ở Iran.